# Renault Type ED
Der Renault Type ED war ein frühes Personenkraftwagenmodell von Renault. Er wurde auch 18 CV genannt.

## Beschreibung
Die nationale Zulassungsbehörde erteilte am 24. Dezember 1913 seine Zulassung. Das Modell war eine Ableitung vom Renault Type DX und hatte keinen Vorgänger. 1914 endete die Produktion ohne Nachfolger.
Ein wassergekühlter Vierzylindermotor mit 95 mm Bohrung und 160 mm Hub leistete aus 4536 cm³ Hubraum 21 PS. Über eine Kardanwelle wurden die Hinterräder angetrieben. Die Höchstgeschwindigkeit war je nach Übersetzung mit 63 km/h bis 74 km/h angegeben.
Bei einem Radstand von 355,5 cm und einer Spurweite von 145 cm war das Fahrzeug 484,5 cm lang und 176 cm breit. Der Wendekreis betrug 14 bis 15 Meter. Das Fahrgestell wog 1000 kg, das Komplettfahrzeug 1900 kg. 
Renault bot das Fahrgestell für 13.600 Franc an. Karosseriehersteller fertigten die Karosserie und berechneten etwa 3500 Franc für ein Torpedo und etwa 5500 Franc für eine Limousine. Außerdem ist ein Landaulet überliefert.